# Mi Casa Entidad de Ahorro y Préstamo
Mi Casa Entidad de Ahorro y Préstamo fue una institución financiera venezolana con base en Maturín, Estado Monagas. Fue una de los dos entidades de ahorro y préstamo de Venezuela que se había mantenido luego de la transformación de muchas de ellas en banco universal, compitiendo con Casa Propia EAP. Para inicios de 2010 contaba con 94 centros de negocios y 330.000 ahorristas, pero en abril de ese año fue absorbido por el estatal Banco de Venezuela.
Mi Casa EAP fue fundada el 18 de febrero de 1977 con el objetivo de expandir su negocio en el oriente venezolano, pero luego de tres décadas la empresa logró crecer y posicionarse en la región central de ese país. A finales de la década de los 90 la mayoría de las entidades de ahorro y préstamo del mercado venezolano iniciaron un proceso de transformación a la figura de banca comercial o universal, siendo Mi Casa EAP una de las que prefirió conservar su estrategia inicial de negocios. En 1999 adquirió La Primogénita Entidad de Ahorro y Préstamo que un año después concluyó en la absorción de esta.
En abril de 2009 se iniciaron gestiones para fusionar Mi Casa EAP con el Inverunión banco comercial, para formar Mi Casa Banco Universal, pero la operación no se logró concretar.
A finales de 2009 la institución financiera vio amenazada su estabilidad luego de un ola de retiros masivos por parte de los ahorristas debido a rumores, que aseguraban la inminente intervención de la entidad por parte del ente rector bancario. Los rumores se generaron luego de la intervención de cuatro entidades bancarias de ese país. Ante ello las autoridades del banco negaron esos rumores en diciembre de ese año, pero poco después, el 18 de enero de 2010 Mi Casa EAP fue intervenida por la SUDEBAN de acuerdo a la resolución N° 031.10 publicada en Gaceta Oficial 5.659.
El 26 de febrero de 2010 las autoridades venezolanas acuerdan la rehabilitación de la entidad financiera con el objetivo de ser absorbido por el Banco de Venezuela, un banco adquirido por el gobierno de ese país.